# Harry Reasoner
Harry Reasoner (* 17. April 1923 in Dakota City, Iowa; † 6. August 1991 in Westport, Connecticut) war ein US-amerikanischer Journalist. Er war in den USA bekannt für seine erfindungsreiche Wortwahl bei TV-Kommentaren.

## Lebenslauf
Reasoner studierte Journalismus an der Stanford University sowie der University of Minnesota. Er diente im Zweiten Weltkrieg und nahm anschließend seine journalistische Tätigkeit bei der The Minneapolis Times wieder auf. Im Jahr 1948 wechselte er zu CBS, wo er beim Hörfunk arbeitete. Später war er für die United States Information Agency auf den Philippinen tätig. Nach seiner Rückkehr in die USA ging er zum Fernsehen, wo er in Minneapolis für den TV-Sender KEYD-TV (später KMSP-TV) arbeitete. Reasoner zog anschließend nach New York, wo er, neben seiner Tätigkeit als Kommentator und Nachrichtensprecher,  der Gastgeber eines Nachrichtenmagazins namens Calendar war.
1968 tat sich Reasoner mit Mike Wallace zusammen, um das Nachrichtenmagazin 60 Minutes zu moderieren. Bei 60 Minutes,  wie auch bei anderen Gelegenheiten, arbeitete er oft mit dem Produzenten und Autoren Andy Rooney, der später selbst als Journalist bekannt wurde.
Reasoner wechselte 1970 zu American Broadcasting Company (ABC), um zusammen mit Howard K. Smith Nachrichtensprecher bei den Abendnachrichten   ABC Evening News zu werden. 1976 verließ Smith ABC, so dass Reasoner alleiniger Sprecher wurde. Von 1976 bis 1978 moderierte er auch die Nachrichten zusammen mit Barbara Walters. Walters und Reasoner verstanden sich jedoch nicht sehr gut, weshalb Reasoner 1978 zur CBS zurückging. Er trat der Besetzung von 60 Minutes erneut bei und blieb dort bis zu seinem Ruhestand im Mai 1991. 